# Boulevard Exelmans
Boulevard Exelmans je bulvár v 16. obvodu v Paříži. Nese jméno Rémyho Josepha Isidora Exelmanse (1775-1852), maršála Francie z doby Druhého císařství.

## Trasa
Bulvár začíná na Place de la Porte-d'Auteuil a končí na nábřeží Seiny Quai Louis-Blériot, kde pokračuje most Garigliano a Boulevard du Général-Martial-Valin na druhé straně řeky. Ačkoliv plynule navazuje na tento Maršálský bulvár, není jejich součástí. Boulevard Exelmans totiž vznikl na místě bývalé železniční tratě Petite Ceinture a nikoliv na zrušených městských hradbách.